# Duga Poljana, Sjenica
Duga Poljana (izvirno srbsko Дуга Пољана) je naselje v Srbiji, ki upravno spada pod Občino Sjenica; slednja pa je del Zlatiborskega upravnega okraja.

## Demografija
V naselju živi 445 polnoletnih prebivalcev, pri čemer je njihova povprečna starost 36,4 let (35,6 pri moških in 37,1 pri ženskah). Naselje ima 171 gospodinjstev, pri čemer je povprečno število članov na gospodinjstvo 3,47.
|  |

| Demografija | Demografija     | Demografija     |
| Leto        | Št. prebivalcev | Št. prebivalcev |
| ----------- | --------------- | --------------- |
|             |                 |                 |
|             |                 |                 |
|             |                 |                 |
|             |                 |                 |
| 1948        | 731             |                 |
| 1953        | 673             |                 |
| 1961        | 725             |                 |
| 1971        | 796             |                 |
| 1981        | 777             |                 |
| 1991        | 685             | 677             |
| 2002        | 780             | 594             |
|             |                 |                 |

| Etnična sestava po popisu iz leta 2002 | Etnična sestava po popisu iz leta 2002 | Etnična sestava po popisu iz leta 2002 | Etnična sestava po popisu iz leta 2002 | Etnična sestava po popisu iz leta 2002 |
| -------------------------------------- | -------------------------------------- | -------------------------------------- | -------------------------------------- | -------------------------------------- |
| Bošnjaki                               | Bošnjaki                               |                                        | 573                                    | 96,46%                                 |
| Srbi                                   | Srbi                                   |                                        | 11                                     | 1,85%                                  |
| Muslimani                              | Muslimani                              |                                        | 3                                      | 0,50%                                  |
| Bolgari                                | Bolgari                                |                                        | 3                                      | 0,50%                                  |
| Jugoslovani                            | Jugoslovani                            |                                        | 3                                      | 0,50%                                  |
| Neznano                                | Neznano                                |                                        | 1                                      | 0,16%                                  |